# 이바노보
이바노보(러시아어: Ива́ново)는 러시아 이바노보주의 주도이다. 인구는 431,721명 (2002년)이다. 1932년까지는 이바노보보즈네센스크(Ива́ново-Вознесе́нск)라고 불렸다.
이바노보는 러시아 직물의 중심지로 불렸다. 대부분의 직물 기술자가 여자였다. 때로는 "자수의 도시"라고도 불렸다. 이 도시에서 프랑스 작가인 나탈리 사로트(Nathalie Sarraute)가 태어났다.

## 인구
| 연도                | 인구    | ±% p.a. |
| ------------------- | ------- | ------- |
| 1897                | 54,200  | —       |
| 1926                | 111,182 | +2.51%  |
| 1939                | 285,182 | +7.51%  |
| 1959                | 335,161 | +0.81%  |
| 1970                | 419,639 | +2.06%  |
| 1979                | 464,526 | +1.14%  |
| 1989                | 478,370 | +0.29%  |
| 2002                | 431,721 | −0.79%  |
| 2010                | 408,330 | −0.69%  |
| 2021                | 361,644 | −1.10%  |
| Source: Census data |         |         |

## 자매 도시
- 독일 하노버
- 러시아 카잔
- 폴란드 우치
- 미국 플레이노
- 불가리아 플로브디프
- 영국 스태퍼드셔주
- 우크라이나 흐멜니츠키

## 같이 보기
- 인테르돔